# Shkodran Mustafi
Shkodran Mustafi (Bad Hersfeld, 17 april 1992) is een voormalig Duits-Albanees voetballer die doorgaans als centrale verdediger speelde. Hij speelde voor Everton, Sampdoria, Valencia, Arsenal, Schalke 04 en Levante. Mustafi debuteerde in 2014 in het Duits voetbalelftal, waarmee hij later dat jaar het wereldkampioenschap won.

## Clubcarrière

### Everton
Mustafi speelde in de jeugd bij FV Bebra en SV Rotenburg, waarna hij zich in 2006 aansloot bij de opleiding van Hamburger SV. In mei 2009 verkaste de verdediger naar Everton. Hij had ook kunnen tekenen voor Newcastle United en Manchester City, maar hij koos ervoor om naar Everton te gaan. In december 2009 debuteerde hij voor Everton in de Europa League tegen het Wit-Russische BATE Borisov (0–1 nederlaag). Hij viel een kwartier voor het einde van de wedstrijd in voor rechtsachter Tony Hibbert.

### Sampdoria
Hij bleef op die ene wedstrijd in het shirt van Everton steken en verliet de club in januari 2012 transfervrij voor het Italiaanse Sampdoria. Zijn debuut in de Serie B maakte hij op 26 mei 2012, toen met 3–1 verloren werd op bezoek bij Varese. Mustafi mocht in de basis beginnen en speelde het gehele duel mee. In de zomer van 2012 promoveerde Sampdoria naar de Serie A. Vanaf november 2012 speelde Mustafi een belangrijkere rol in het eerste elftal en hij speelde in zeventien wedstrijden mee. In het seizoen 2013/14 had de Duitser een vaste basisplaats als rechtsachter. Op 26 oktober 2013, tijdens een thuiswedstrijd tegen Atalanta Bergamo, tekende de verdediger voor zijn eerste professionele doelpunt. Door zijn treffer won Sampdoria de wedstrijd met 1–0.

### Valencia
In augustus 2014, na het WK, maakte Mustafi de overstap naar Valencia, waar hij voor vier jaar tekende. Zijn competitiedebuut voor Valencia maakte de verdediger op 25 september 2014, toen met 3–0 gewonnen werd van Córdoba. Hij mocht van coach Nuno de gehele wedstrijd meespelen. Exact een maand later, op 25 oktober, maakte Mustafi zijn eerste doelpunt voor Valencia, toen met 3–1 van Elche gewonnen werd. De Duitser opende de score na dertien minuten. In zijn eerste seizoen kwam hij tot drieëndertig optredens; tijdens al deze wedstrijden mocht hij in de basis starten.

### Arsenal
In de zomer van 2016 verliet Mustafi Valencia na twee seizoenen in dienst van die club. Hij werd overgenomen door Arsenal, waar hij zijn handtekening zette onder een verbintenis voor de duur van vijf seizoenen, tot medio 2021. Voor de overname betaalden de Engelsen omgerekend circa veertig miljoen euro.

### Schalke 04
Op 1 februari 2021 ging hij naar Schalke 04.

## Clubstatistieken
| Seizoen | Club       | Competitie       | Competitie | Competitie | Beker | Beker | Internationaal | Internationaal | Totaal | Totaal |
| Seizoen | Club       | Competitie       | Wed.       | Dlp.       | Wed.  | Dlp.  | Wed.           | Dlp.           | Wed.   | Dlp.   |
| ------- | ---------- | ---------------- | ---------- | ---------- | ----- | ----- | -------------- | -------------- | ------ | ------ |
| 2009/10 | Everton    | Premier League   | 0          | 0          | 0     | 0     | 1              | 0              | 1      | 0      |
| 2010/11 | Everton    | Premier League   | 0          | 0          | 0     | 0     | —              | —              | 0      | 0      |
| 2011/12 | Everton    | Premier League   | 0          | 0          | 0     | 0     | —              | —              | 0      | 0      |
| 2011/12 | Sampdoria  | Serie B          | 1          | 0          | 0     | 0     | —              | —              | 1      | 0      |
| 2012/13 | Sampdoria  | Serie A          | 17         | 0          | 0     | 0     | —              | —              | 17     | 0      |
| 2013/14 | Sampdoria  | Serie A          | 33         | 1          | 2     | 0     | —              | —              | 35     | 1      |
| 2014/15 | Valencia   | Primera División | 33         | 4          | 3     | 0     | —              | —              | 36     | 4      |
| 2015/16 | Valencia   | Primera División | 30         | 2          | 4     | 0     | 10             | 0              | 44     | 2      |
| 2016/17 | Valencia   | Primera División | 1          | 0          | 0     | 0     | 0              | 0              | 1      | 0      |
| 2016/17 | Arsenal    | Premier League   | 26         | 2          | 4     | 0     | 7              | 0              | 37     | 2      |
| 2017/18 | Arsenal    | Premier League   | 27         | 3          | 3     | 0     | 8              | 0              | 38     | 3      |
| 2018/19 | Arsenal    | Premier League   | 31         | 2          | 3     | 0     | 6              | 1              | 40     | 3      |
| 2019/20 | Arsenal    | Premier League   | 15         | 0          | 5     | 0     | 7              | 1              | 27     | 1      |
| 2020/21 | Arsenal    | Premier League   | 3          | 0          | 1     | 0     | 5              | 0              | 9      | 0      |
| 2020/21 | Schalke 04 | Bundesliga       | 13         | 1          | 0     | 0     | —              | —              | 13     | 1      |
| 2021/22 | Levante    | Primera División | 11         | 1          | 1     | 0     | —              | —              | 12     | 1      |
| 2022/23 | Levante    | Segunda División | 3          | 1          | 0     | 0     | —              | —              | 3      | 1      |
| Totaal  | Totaal     | Totaal           | 244        | 17         | 26    | 0     | 44             | 1              | 314    | 19     |

## Interlandcarrière

### Jeugd
Mustafi kwam uit voor diverse Duitse jeugdelftallen. Hij speelde onder meer 24 wedstrijden voor Duitsland -17, waarmee hij in 2009 het EK –17 won. Op 24 maart 2013 debuteerde hij voor Duitsland -21 onder Rainer Adrion tegen Israël -21. Hij viel acht minuten voor tijd in voor Lasse Sobiech. Eind 2012 liet Mustafi doorschemeren graag uit te komen voor het Albanees voetbalelftal. De bondscoach van Albanië, Gianni De Biasi, liet later weten dat de verdediger ook in beeld was voor de nationale ploeg.

### WK 2014
Op 28 februari 2014 werd hij opgeroepen voor de oefeninterland tegen Chili. Onder leiding van bondscoach Joachim Löw maakte hij zijn debuut voor de nationale A-ploeg op dinsdag 13 mei 2014 in de oefenwedstrijd tegen Polen (0–0). Tijdens deze wedstrijd mocht hij in de basis beginnen en hij speelde gehele wedstrijd mee. De andere debutanten dit duel waren Christian Günter, Oliver Sorg (beiden SC Freiburg), Antonio Rüdiger (VfB Stuttgart), Sebastian Rudy, Kevin Volland (beiden TSG 1899 Hoffenheim), Christoph Kramer (Borussia Mönchengladbach), Leon Goretzka, Max Meyer (beiden Schalke 04), André Hahn (FC Augsburg), Maximilian Arnold (VfL Wolfsburg) en Sebastian Jung (Eintracht Frankfurt). In de zomer van 2014 werd hij opgeroepen voor het WK in Brazilië als vervanger van de geblesseerd afgehaakte Marco Reus. Tijdens de groepsfase mocht Mustafi invallen tegen Portugal en Ghana. In de kwartfinale tegen Algerije mocht hij in de basis beginnen. Tijdens het duel, dat Duitsland met 2–1 won na verlenging, liep hij echter een spierscheuring op in de zeventigste minuut en hij werd vervangen door Sami Khedira. De blessure zou hem twee tot drie weken uit de roulatie houden. In juni 2017 nam Mustafi met Duitsland deel aan de FIFA Confederations Cup 2017, die werd gewonnen door in de finale Chili te verslaan (1–0).

### EK 2016
In 2016 mocht Mustafi van bondscoach Löw mee naar het EK 2016 in Frankrijk. Op de openingsspeeldag maakte hij zijn eerste interlandgoal: hij kopte Duitsland op voorsprong tegen Oekraïne. Het zou 2-0 worden, na nog een doelpunt van invaller Schweinsteiger. Verder speelde Duitsland 0-0 gelijk tegen Polen en won het met 0-1 van Noord-Ierland. In de achtste finale werd Slowakije met 3-0 opzijgezet, in de kwartfinale speelde Duitsland 1-1 gelijk tegen Italië maar won het wel na een strafschoppenreeks, waarin Mustafi niet aan de beurt kwam. In de halve finale van het EK was Frankrijk de tegenstander. Het gastland won met 2-0 na twee goals van Antoine Griezmann, wat de uitschakeling betekende voor Duitsland. Mustafi kwam gedurende het toernooi tweemaal in actie: tegen Oekraïne stond hij in de basis, in de halve finale viel hij na een uur spelen in voor Jérôme Boateng.
| Interlands van Shkodran Mustafi voor Duitsland | Interlands van Shkodran Mustafi voor Duitsland | Interlands van Shkodran Mustafi voor Duitsland | Interlands van Shkodran Mustafi voor Duitsland | Interlands van Shkodran Mustafi voor Duitsland | Interlands van Shkodran Mustafi voor Duitsland |
| №                                              | Datum                                          | Wedstrijd                                      | Uitslag                                        | Competitie                                     | Goals                                          |
| Als speler bij Sampdoria                       | Als speler bij Sampdoria                       | Als speler bij Sampdoria                       | Als speler bij Sampdoria                       | Als speler bij Sampdoria                       | Als speler bij Sampdoria                       |
| ---------------------------------------------- | ---------------------------------------------- | ---------------------------------------------- | ---------------------------------------------- | ---------------------------------------------- | ---------------------------------------------- |
| 1                                              | 13 mei 2014                                    | Duitsland – Polen                              | 0 – 0                                          | Vriendschappelijk                              |                                                |
| 2                                              | 16 juni 2014                                   | Duitsland – Portugal                           | 4 – 0                                          | WK 2014                                        |                                                |
| 3                                              | 21 juni 2014                                   | Ghana – Duitsland                              | 2 – 2                                          | WK 2014                                        |                                                |
| 4                                              | 30 juni 2014                                   | Duitsland – Algerije                           | 2 – 1                                          | WK 2014                                        |                                                |
| Als speler bij Valencia                        |                                                |                                                |                                                |                                                |                                                |
| 5                                              | 14 november 2014                               | Duitsland – Gibraltar                          | 4 – 0                                          | EK 2016 kwalificatie                           |                                                |
| 6                                              | 18 november 2014                               | Spanje – Duitsland                             | 0 – 1                                          | Vriendschappelijk                              |                                                |
| 7                                              | 25 maart 2015                                  | Duitsland – Australië                          | 2 – 2                                          | Vriendschappelijk                              |                                                |
| 8                                              | 10 juni 2015                                   | Duitsland – Verenigde Staten                   | 1 – 2                                          | Vriendschappelijk                              |                                                |
| 9                                              | 13 november 2015                               | Frankrijk – Duitsland                          | 2 – 0                                          | Vriendschappelijk                              |                                                |
| 10                                             | 29 maart 2016                                  | Duitsland – Italië                             | 4 – 1                                          | Vriendschappelijk                              |                                                |
| 11                                             | 12 juni 2016                                   | Duitsland – Oekraïne                           | 2 – 0                                          | EK 2016                                        | 19'                                            |
| 12                                             | 7 juli 2016                                    | Duitsland – Frankrijk                          | 0 – 2                                          | EK 2016                                        |                                                |
| Als speler bij Arsenal                         |                                                |                                                |                                                |                                                |                                                |
| 13                                             | 31 augustus 2016                               | Duitsland – Finland                            | 2 – 0                                          | Vriendschappelijk                              |                                                |
| 14                                             | 11 oktober 2016                                | Duitsland – Noord-Ierland                      | 2 – 0                                          | WK 2018 kwalificatie                           |                                                |
| 15                                             | 15 november 2016                               | Italië – Duitsland                             | 0 – 0                                          | Vriendschappelijk                              |                                                |
| 16                                             | 10 juni 2017                                   | Duitsland – San Marino                         | 7 – 0                                          | WK 2018 kwalificatie                           |                                                |
| 17                                             | 19 juni 2017                                   | Australië – Duitsland                          | 2 – 3                                          | Confederations Cup                             |                                                |
| 18                                             | 22 juni 2017                                   | Chili – Duitsland                              | 1 – 1                                          | Confederations Cup                             |                                                |
| 19                                             | 2 juli 2017                                    | Chili – Duitsland                              | 0 – 1                                          | Confederations Cup                             |                                                |
| 20                                             | 8 oktober 2017                                 | Duitsland – Azerbeidzjan                       | 5 – 1                                          | WK 2018 kwalificatie                           |                                                |

Bijgewerkt op 26 april 2020.

## Erelijst
| FA Cup | 1x | 2016/17 |

| Competitie                      | Winnaar   | Winnaar   | Runner-up | Runner-up | Derde     | Derde     |
| Competitie                      | Aantal    | Jaren     | Aantal    | Jaren     | Aantal    | Jaren     |
| Duitsland                       | Duitsland | Duitsland | Duitsland | Duitsland | Duitsland | Duitsland |
| ------------------------------- | --------- | --------- | --------- | --------- | --------- | --------- |
| Wereldkampioenschap voetbal     | 1x        | 2014      |           |           |           |           |
| Confederations Cup              | 1x        | 2017      |           |           |           |           |
| Duitsland onder 17              |           |           |           |           |           |           |
| Europees kampioenschap onder 17 | 1x        | 2009      |           |           |           |           |